# Legénybúcsú Bt.
A Legénybúcsú Bt. (eredeti cím: Budapest) 2018-ban bemutatott francia filmvígjáték, amelyet Xavier Gens rendezett.
A forgatókönyvet Simon Moutairou és Manu Payet írták. A producerei Julien Leclercq és Julien Madon. A főszerepekben Manu Payet, Jonathan Cohen, Monsieur Octopus, Alice Beladi és Aude Legastelois láthatók. A zeneszerzője Jean-Pierre Taïeb. film gyártója a Labyrinthe Films, forgalmazója a Warner Bros..
Franciaországban 2018. június 27-én, Magyarországon 2018. október 25-én mutatták be a mozikban.

## Cselekmény
Két unalmas munkahelyen dolgozó legjobb barátból legénybúcsú szervező lesz Budapesten.

## Szereplők
| Szereplő    | Színész             | Magyar hang        |
| ----------- | ------------------- | ------------------ |
| Vincent     | Manu Payet          | Szabó Máté         |
| Arnaud      | Jonathan Cohen      | Pál Tamás          |
| Georgio     | Monsieur Poulpe     | Gacsal Ádám        |
| Cécile      | Alice Belaïdi       | Bogdányi Titanilla |
| Hedi        | Aude Legastelois    | Gulás Fanni        |
| Audrey      | Alix Poisson        | Zakariás Éva       |
| Gábor       | Arthur Benzaquen    | Maday Gábor        |
| Rémi        | Ali Marhyar         | Kisfalusi Lehel    |
| Elias       | Victor Artus Solaro | Renácz Zoltán      |
| Suzanna     | Edvi Henrietta      | Kis-Kovács Luca    |
| Tristan     | Antoine Gouy        | Varga Rókus        |
| Marika      | Fejes Szandra       | Illésy Éva         |
| Tv riporter | Erős Antónia        | Erős Antónia       |
| Ilona       | Kassai Ilona        | Kassai Ilona       |
| Attila      | Bardóczy Attila     | Bardóczy Attila    |

## Bemutató
A filmet 2019. március 1-jén adta ki a Netflix.